# Florus (imię)
Florus (fr. Flour, ros. Flor) – imię męskie pochodzenia łacińskiego, genetycznie cognomen, w którego funkcji został użyty przymiotnik florus, „kwitnący, błyszczący”.
Żeńskim odpowiednikiem jest Flora.
Florus imieniny obchodzi 4 listopada, jako wspomnienie św. Florusa (fr. Flour), pierwszego biskupa diecezji w Lodève.

## Osoby o imieniu Florus
- św. Flor – męczennik chrześcijański z II wieku n.e. (wspomnienie 18 sierpnia)
- Florus Anton Gueth (1878-1957) – mnich buddyjski